# Valdemar Glückstadt
Valdemar Josef Glückstadt (* 25. Februar 1868 in Christiania; † 11. November 1942) war ein dänischer Großkaufmann, Gutsbesitzer und königlicher italienischer Generalkonsul.
Er war Sohn des Bankiers Isak Glückstadt und dessen Frau Juliette Sophie Raffel und gehörte einer der prominentesten jüdischen Geschäftsdynastien Dänemarks an. Sein Vater war ebenfalls Vorsitzender der jüdischen Gemeinde in Kopenhagen. Er war mit Julie Emilie Rée (1875–1952) verheiratet. Seine Tochter Ella Glückstadt (* 1899) war im ersten Ehe 1920 mit Erik (Gebhardt Oskar Frederik) Graf Moltke von Nør († 1922) und im zweiten Ehe mit Generalkonsul Thorleif Paus verheiratet.

## Ehrungen
Glückstadt war Ritter des Dannebrogordens.
Ein im Zuge der von ihm finanziell unterstützten Danmark-Expedition nach Nordostgrönland entdecktes Gebiet am Hagen Fjord erhielt den Namen Valdemar Glückstadt Land. Die Alabama-Expedition benannte einen Nunatak in Dronning Louise Land nach Glückstadt.